# Evermore Darkly
Evermore Darkly… — мини-альбом английской метал-группы Cradle of Filth, выпущенный в октябре 2011 года.

## Список композиций
Все тексты написаны Дэни Филтом, вся музыка написана Cradle of Filth.
| №  | Название                                                           | Длительность |
| -- | ------------------------------------------------------------------ | ------------ |
| 1. | «Transmission from Hell»                                           | 2:05         |
| 2. | «Thank Your Lucky Scars»                                           | 4:53         |
| 3. | «Forgive Me Father (I Have Sinned)» (ранняя версия)                | 4:22         |
| 4. | «Lilith Immaculate» (полная версия)                                | 8:03         |
| 5. | «The Persecution Song» (ранняя версия)                             | 5:36         |
| 6. | «Forgive Me Father (I'm in a Trance)»                              | 6:29         |
| 7. | «The Spawn of Love and War» (ранняя версия)                        | 6:21         |
| 8. | «Summer Dying Fast» ("Midnight in the Labyrinth" breadcrumb trail) | 5:22         |

| №   | Название                                                                   | Длительность |
| --- | -------------------------------------------------------------------------- | ------------ |
| 1.  | «Humana Inspired to Nightmare» (live)                                      | 1:27         |
| 2.  | «Heaven Torn Asunder» (live)                                               | 7:44         |
| 3.  | «Honey and Sulphur» (live)                                                 | 6:28         |
| 4.  | «Lilith Immaculate» (live)                                                 | 6:39         |
| 5.  | «Her Ghost in the Fog» (live)                                              | 7:08         |
| 6.  | «Nymphetamine (Fix)» (live)                                                | 5:49         |
| 7.  | «The Principle of Evil Made Flesh» (live)                                  | 5:27         |
| 8.  | «Ebony Dressed for Sunset» (live)                                          | 3:44         |
| 9.  | «The Forest Whispers My Name» (live)                                       | 5:03         |
| 10. | «Cruelty Brought Thee Orchids» (live)                                      | 8:06         |
| 11. | «From the Cradle to Enslave» (live)                                        | 6:39         |
| 12. | «Lilith Immaculate» (видеоклип)                                            | 6:14         |
| 13. | «You Can't Polish a Turd... But You Can Roll it in Glitter» (Rockumentary) | 42:36        |

## Участники записи

### Музыканты
- Дэни Филт — вокал
- Пол Аллендер — гитара
- Джеймс МакИлрой — гитара
- Дэйв Пайбус[англ.] — бас
- Мартин «Мартус» Шкарупка — ударные, дополнительная оркестровка на «Lilith Immaculate» (полная версия)
- Каролина Кэмпбелл — клавишные (на концертах)

### Гостевое участие
- Марк Ньюби-Робсон — клавишные на «Thank Your Lucky Scars»
- Дуглас Брэдли — рассказчик на «Transmission from Hell»
- Ральф Вудвард — дирижёр хора и аранжировщик
- Дора Кемп, Читра Рамалингам, Филиппа Манн, Анна Асбах-Куллен, Эмма Леви, Никки Катт, Стив Муллок, Крис Янг, Эндрю Кеннеди, Тим Катт, Ник Уэбб, Джон Алдридж — хор на «Summer Dying Fast»